# Seseli elatum
Seseli elatum är en flockblommig växtart som beskrevs av Heinrich Gottlieb Ludwig Reichenbach. Seseli elatum ingår i släktet säfferötter, och familjen flockblommiga växter. Inga underarter finns listade i Catalogue of Life.